# Jørn Krab
Jørn Krab, né le 3 décembre 1945 à Haderslev, est un rameur d'aviron danois. 

## Carrière
Jørn Krab participe aux Jeux olympiques d'été de 1968 à Mexico et remporte la médaille de bronze en deux barré avec ses coéquipiers Harry Jørgensen et Preben Krab (dont il est le frère).